# 1660 w polityce

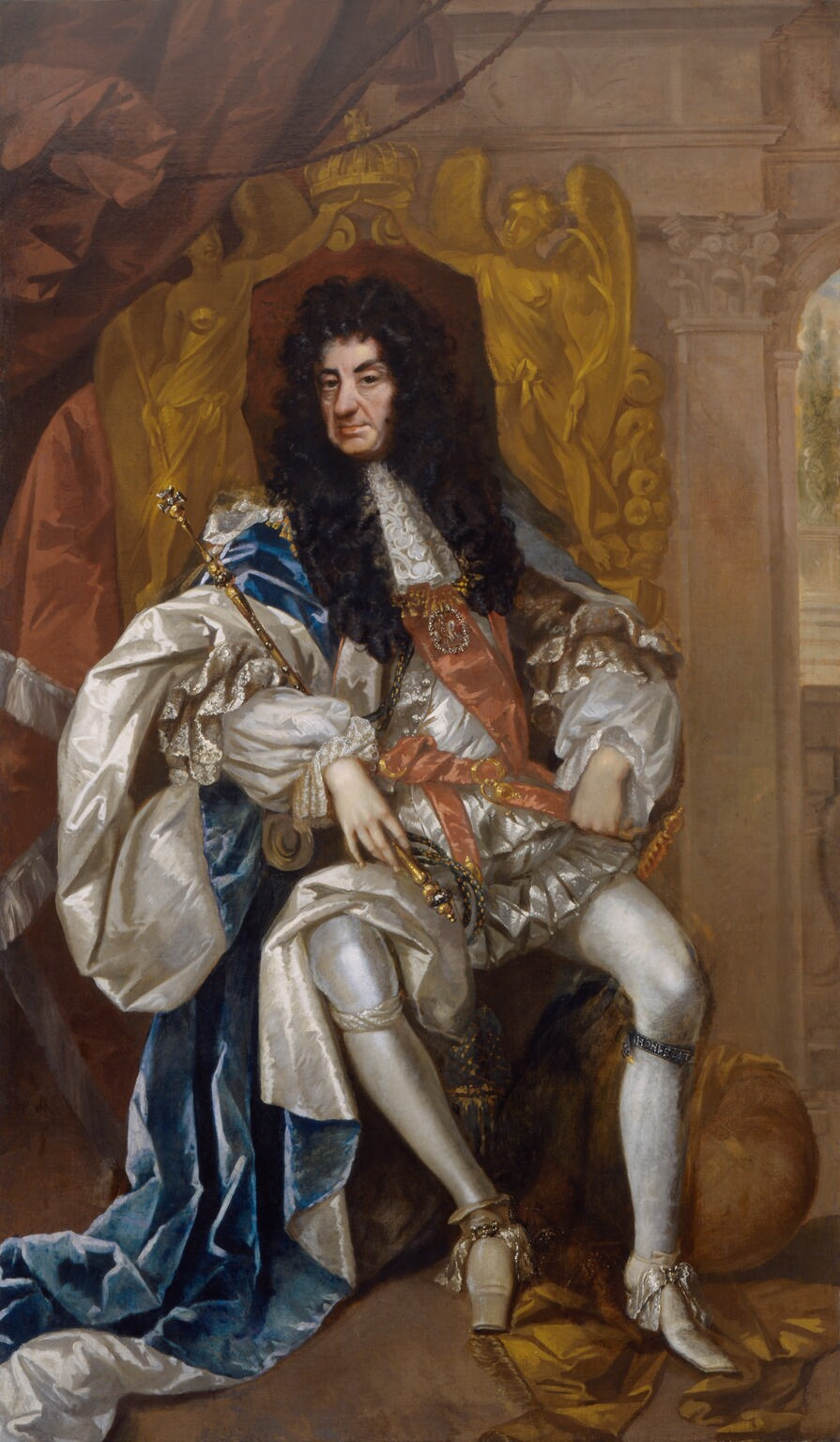
Thomas Hawker, portret Karola II Stuarta

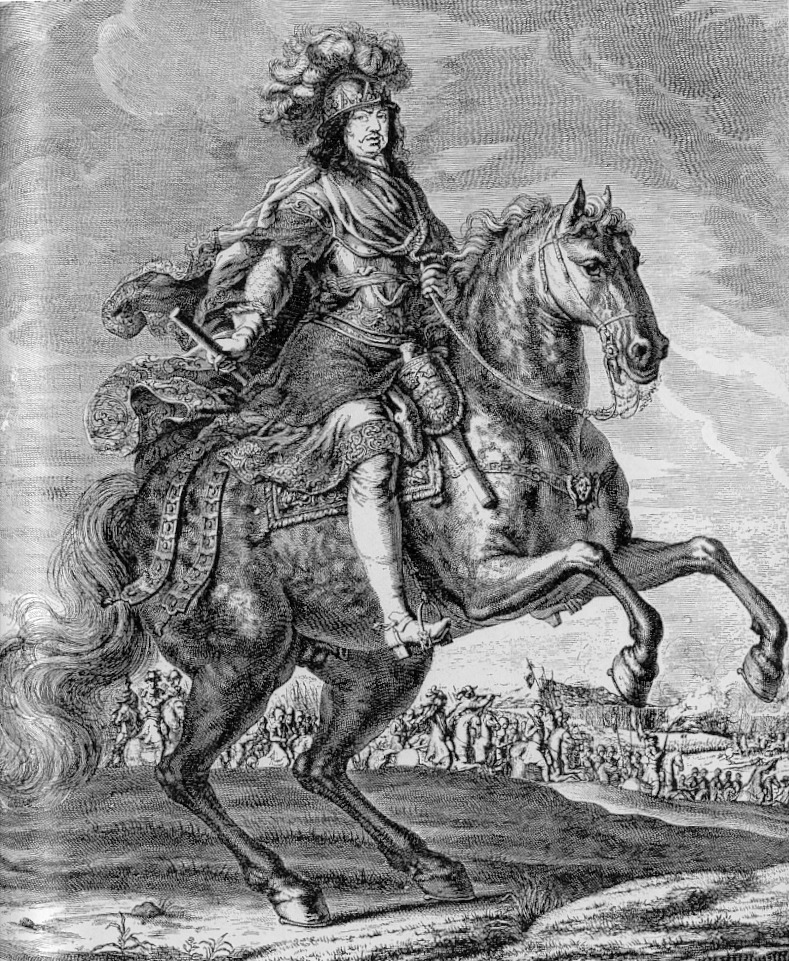
Karol X Gustaw

Wydarzenia polityczne w 1660 roku.

## Wydarzenia
- 16 marca – Długi Parlament zostaje rozwiązany[1][2].
- 3 maja – zostaje podpisany pokój w Oliwie, kończący potop szwedzki[3].
- Karol II Stuart zostaje królem Anglii[4]. Tym samym dokonuje się restauracja monarchii po okresie Republiki[5].

## Urodzili się
- 28 maja Jerzy I, król Wielkiej Brytanii, pierwszy brytyjski władca z dynastii hanowerskiej[6].
- 24 lipca Charles Talbot, 1. książę Shrewsbury[7].
- 29 września Jerzy Wilhelm, książę legnicki.
- 12 listopada Francesco Maria de’ Medici, włoski kardynał[8].
- 28 listopada Maria Anna Wiktoria, księżniczka bawarska[9].
- Anna z Jabłonowskich Leszczyńska, matka Stanisława Leszczyńskiego[10], króla Polski i babka Marii Leszczyńskiej, żony króla Francji Ludwika XV.

## Zmarli
- 13 lutego Karol X Gustaw, król Szwecji[11].
- 26 kwietnia Elżbieta Charlotta Wittelsbach, księżniczka reńska, elektorowa brandenburska[12].
- 7 czerwca Jerzy II Rakoczy, książę Siedmiogrodu[13].
- 29 lipca Maria Gonzaga, regentka Mantui[14].